# Осциллограф

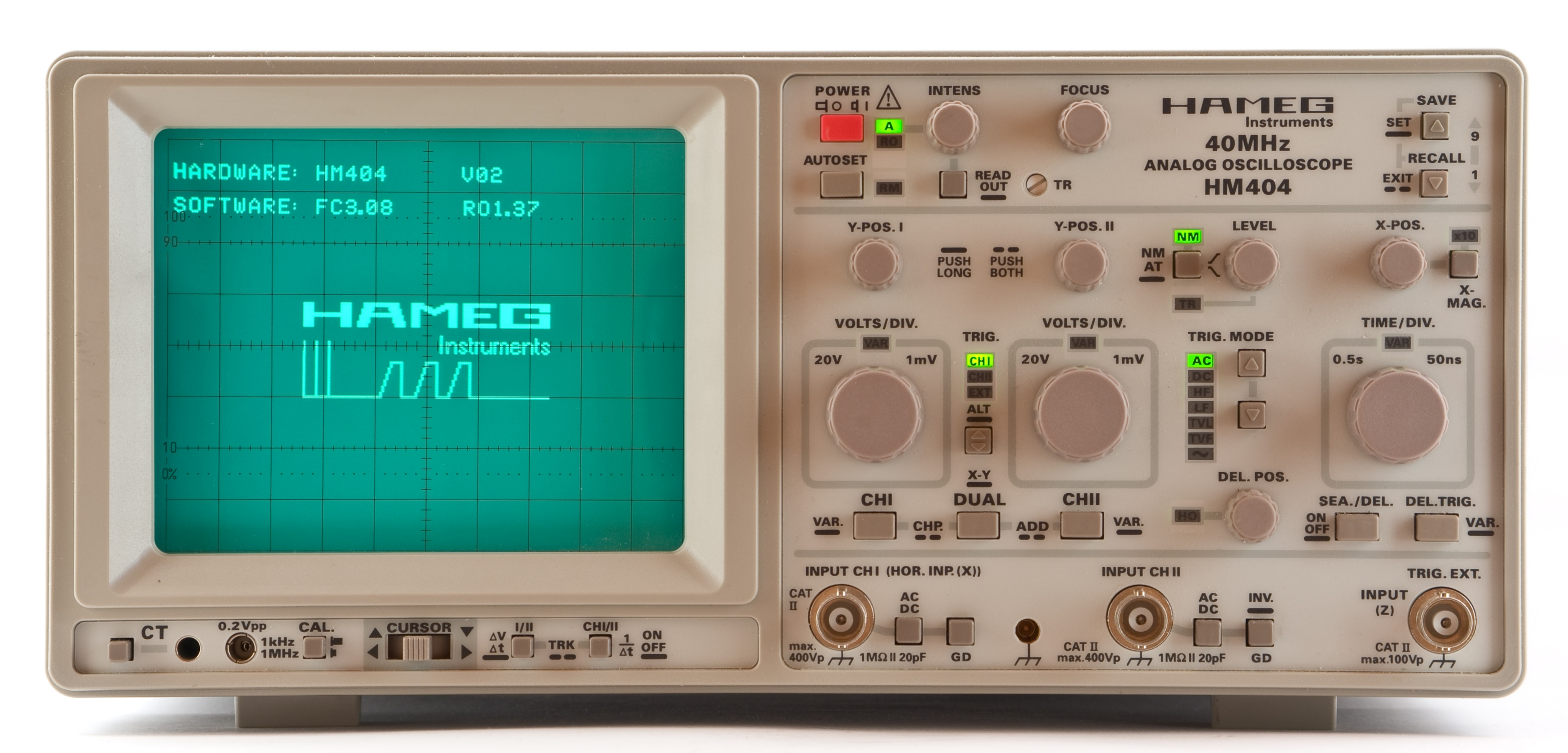
Аналоговый осциллограф

Осцилло́граф или ондограф (лат. oscillo — качаюсь + греч. γραφω — пишу) — прибор, предназначенный для исследования (наблюдения, записи, измерения) амплитудных и временны́х параметров электрического сигнала, подаваемого на его вход, и наглядно отображаемого (визуализации) непосредственно на экране либо регистрируемого на фотоленту.

## История

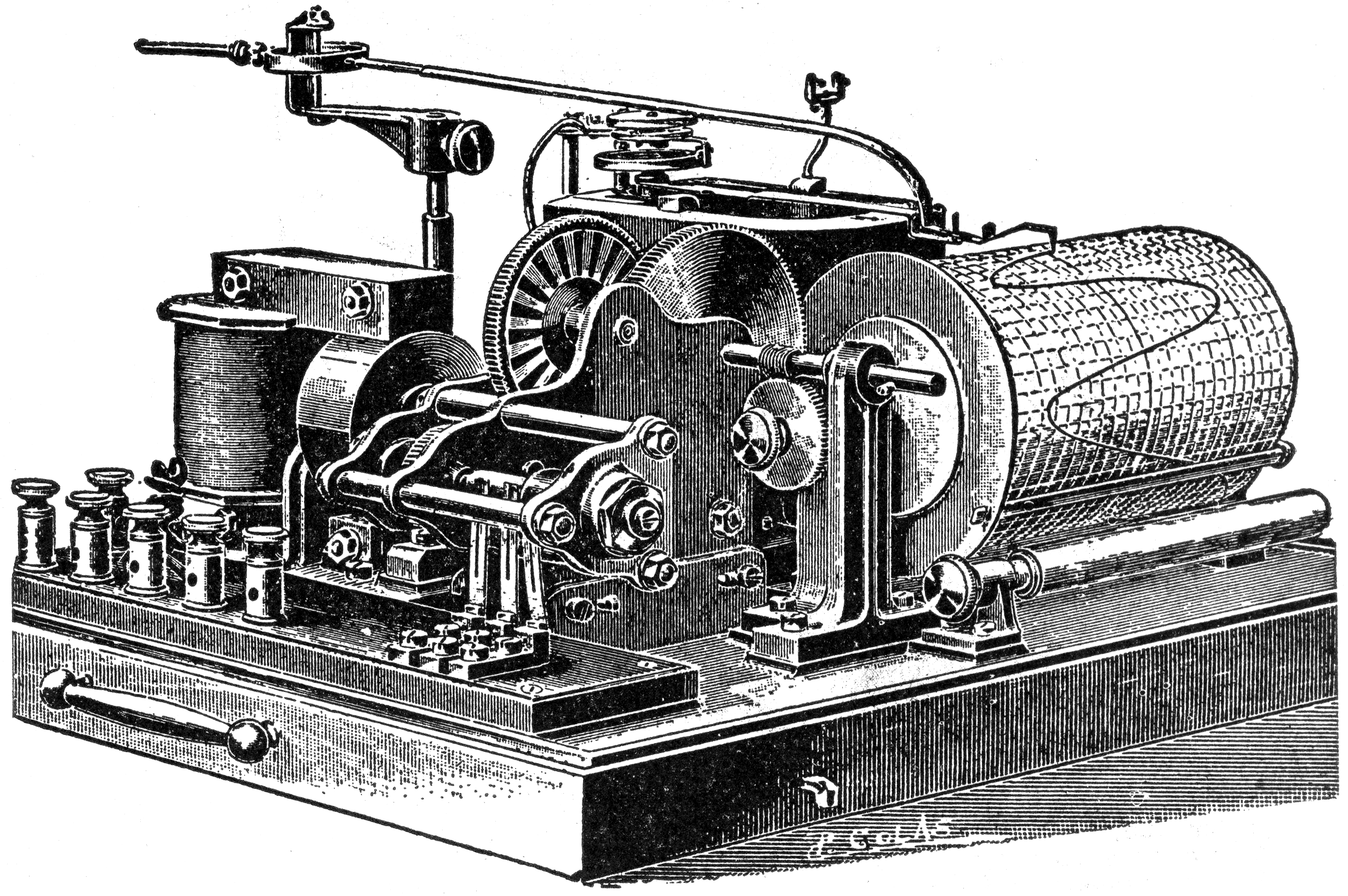
Ондограф Госпиталье

Электрический колебательный процесс изначально фиксировался вручную на бумаге. Первые попытки автоматизировать запись были предприняты Жюлем Франсуа Жубером в 1880 году, который предложил пошаговый полуавтоматический метод регистрации сигнала. Развитием метода Жубера стал полностью автоматический ондограф Госпиталье. В 1885 году русский физик Роберт Колли создал осциллометр, а в 1893 году французский физик Андре Блондель изобрел магнитоэлектрический осциллоскоп с бифилярным подвесом.
Подвижные регистрирующие части первых осциллографов обладали большой инерцией и не позволяли фиксировать быстротечные процессы. Этот недостаток был устранён в 1897 году Уильямом Дадделлом, который создал светолучевой осциллограф, использовав в качестве измерительного элемента небольшое лёгкое зеркальце. Запись производилась на светочувствительную пластину. Вершиной развития этого метода стали в середине XX века многоканальные ленточные осциллографы.
Практически одновременно с Дадделлом Карл Фердинанд Браун использовал для отображения сигнала им электронно-лучевой кинескоп. В 1899 году устройство было доработано Йонатаном Зеннеком, добавившим горизонтальную развертку, что сделало его похожим на современные осциллографы. Кинескоп Брауна в 1931 г. заменил кинескоп Зворыкина, что сделало устройства на его основе более надёжными.
В конце XX века на смену аналоговым устройствам пришли цифровые. Благодаря развитию электроники и появлению быстрых аналого-цифровых преобразователей к 1990-м годам они заняли доминирующую позицию среди осциллографов.

## Устройство
Осциллограф с дисплеем на базе ЭЛТ состоит из следующих основных частей:
- Осциллографическая электронно-лучевая трубка;
- Блок горизонтальной развёртки. Генерирует периодический или однократный сигнал пилообразной формы (линейно нарастающий и быстро спадающий), который подаётся на пластины горизонтального отклонения ЭЛТ. Во время спадающей фазы (обратный ход луча) также формируется импульс гашения электронного луча, который подаётся на модулятор ЭЛТ;
- Входной усилитель исследуемого сигнала, выход которого подключён к пластинам вертикального отклонения ЭЛТ.

Также содержатся вспомогательные блоки: блок управления яркости, калибратор длительности, калибратор амплитуды.
В цифровых осциллографах чаще всего используются ЖК-дисплеи.

### Экран

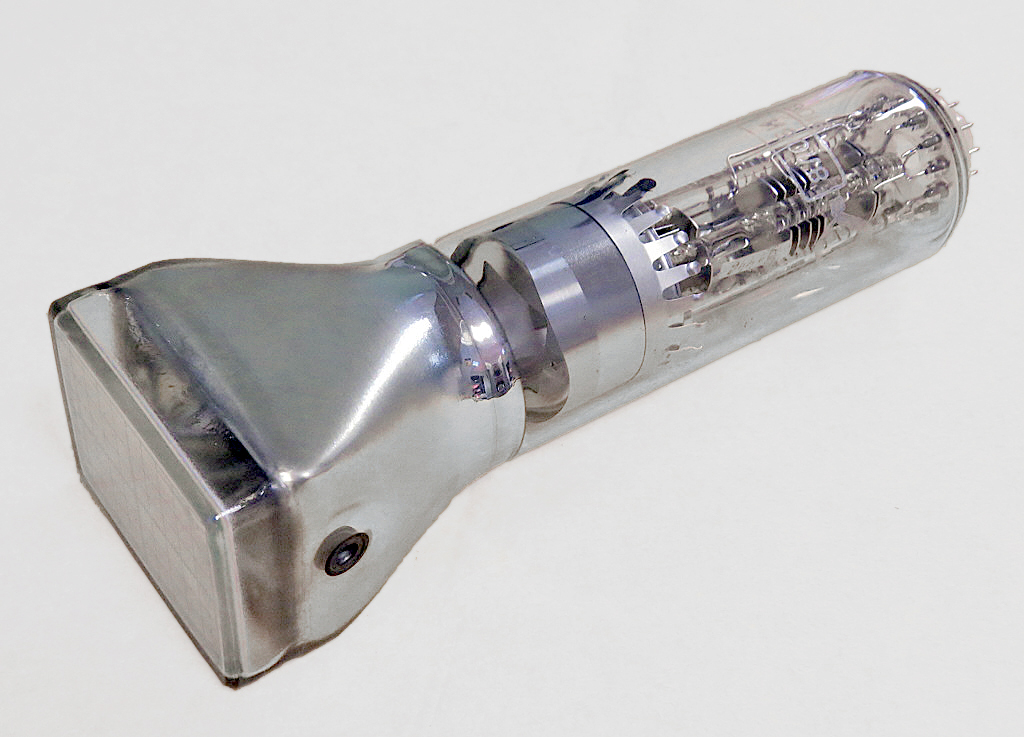
Внешний вид осциллографической электронно-лучевой трубки (ЭЛТ)

Осциллограф имеет экран A, на котором отображаются графики входных сигналов. У цифровых осциллографов изображение выводится на дисплей (монохромный или цветной) в виде готовой картинки, у аналоговых осциллографов в качестве экрана используется осциллографическая электронно-лучевая трубка с электростатическим отклонением. На экран с внутренней стороны колбы обычно нанесена координатная сетка.

### Сигнальные входы
Осциллографы разделяются на одноканальные и многоканальные (2, 4, 6, и более каналов вертикального отклонения). Многоканальные осциллографы позволяют одновременно наблюдать на экране несколько сигналов, измерять их параметры и сравнивать их между собой.
Входной сигнал каждого канала подаётся на свой вход «Y» и усиливается своим усилителем вертикального отклонения до уровня, необходимого для работы отклоняющей системы ЭЛТ (десятки вольт) или аналого-цифрового преобразователя. Усилитель вертикального отклонения почти всегда строится по схеме усилителя постоянного тока (УПТ), то есть имеет нижнюю рабочую частоту 0 Гц. Это позволяет измерять постоянную составляющую сигнала, правильно отображать несимметричные сигналы относительно нулевой линии, измерять постоянное напряжение. Такой режим работы называется режимом с открытым входом.
Однако, если необходимо отсечь постоянную составляющую (например, она слишком велика и уводит луч за границы экрана и требуется изучение небольших изменений сигнала), усилитель можно переключить в режим с закрытым входом (входной сигнал подаётся на УПТ через разделительный конденсатор).

### Управление развёрткой
В большинстве осциллографов используются два основных режима развёртки:
- Устройство осциллогафической ЭЛТ с электростатическими фокусировкой и отклонениемавтоматический (автоколебательный);
- ждущий.

Устройство осциллогафической ЭЛТ с электростатическими фокусировкой и отклонением

В некоторых моделях предусмотрен ещё один режим:
- однократный.

Автоматическая развёртка
При автоматической развёртке генератор развёртки работает в автоколебательном режиме, поэтому, даже в отсутствие сигнала, по окончании цикла развёртки — цикла генератора пилообразного напряжения развёртки происходит её очередной запуск, это позволяет наблюдать на экране изображение даже в отсутствие сигнала или при подаче на вход вертикального отклонения постоянного напряжения. В этом режиме у многих моделей осциллографов выполнен захват частоты генератора развёртки исследуемым сигналом, при этом частота генератора развёртки в целое число раз ниже частоты исследуемого сигнала.
Ждущий режим развёртки
В ждущем режиме развёртки напротив, при отсутствии сигнала или его недостаточном уровне (либо при неверно настроенном режиме синхронизации) развёртка отсутствует и экран гаснет. Развёртка запускается при достижении сигналом некоторого настроенного оператором уровня, причем можно настроить запуск развёртки как по нарастающему фронту сигнала, так и по падающему. При исследовании импульсных процессов, даже если они непериодические (например, непериодическое, достаточно редкое ударное возбуждение колебательного контура) ждущий режим обеспечивает зрительную неподвижность изображения на экране.
В ждущем режиме развёртку часто запускают не по самому исследуемому сигналу, а некоторым синхронным, обычно опережающим сам исследуемый процесс сигналом, например, сигналом импульсного генератора, возбуждающего процесс в исследуемой схеме. В этом случае запускающий сигнал подаётся на вспомогательный вход осциллографа — вход запуска развёртки — вход синхронизации.
Однократный запуск
При однократном режиме генератор развёртки «взводится» внешним воздействием, например, нажатием кнопки и далее ожидает запуска точно так же, как и в ждущем режиме. После запуска развёртка производится только один раз, для повторного запуска генератор развёртки необходимо «взвести» снова. Этот режим удобен для исследования непериодических процессов, таких как логические сигналы в цифровых схемах, чтобы последующие запуски развёртки по фронтам сигнала не «замусоривали» экран.
Недостаток такого режима развёртки — светящееся пятно по экрану пробегает однократно. Это затрудняет наблюдение при быстрых развёртках, так как яркость изображения в этом случае мала. Обычно в этих случаях применяют фотографирование экрана. Необходимость фотографирования на фотоплёнку ранее устраняли применением осциллографических трубок с запоминанием изображения, в современных цифровых осциллографах запоминание процесса производится в цифровом виде в цифровой памяти (ОЗУ) осциллографа.

### Синхронизация развёртки с исследуемым сигналом
Для получения неподвижного изображения на экране каждые последующие траектории движения луча по экрану в циклах развёртки должны пробегать по одной и той же кривой. Это обеспечивает схема синхронизации развёртки, запускающая развёртку на одном и том же уровне и фронте исследуемого сигнала.
Пример. Допустим, исследуется синусоидальный сигнал и схема синхронизации настроена так, чтобы запускать развёртку при нарастании синусоиды, когда её значение равно нулю. После запуска луч отрисовывает одну или несколько, в зависимости от настроенной скорости развёртки, волн синусоиды. После окончания развёртки схема синхронизации не запускает развёртку повторно, как в автоматическом режиме, а дожидается очередного прохождения синусоидой волны нулевого значения на нарастающем фронте. Очевидно, что последующее прохождение луча по экрану повторит траекторию предыдущего. При частотах повторения развёртки свыше 20 Гц из-за инерционности зрения и послесвечения люминофора экрана будет видна неподвижная картина.
Если запуск развёртки не синхронизирован с наблюдаемым сигналом, то изображение на экране будет выглядеть «бегущим» или даже совершенно размазанным. Это происходит потому, что в этом случае отображаются различные участки наблюдаемого сигнала на одном и том же экране.
Для получения стабильного изображения все осциллографы содержат систему, называемую схемой синхронизации, которую в зарубежной литературе не совсем корректно часто называют триггером.
Назначение схемы синхронизации — задерживать запуск развёртки до тех пор, пока не произойдёт некоторое событие. В примере событием было прохождение синусоиды через нуль на нарастающем фронте.
Поэтому схема синхронизации имеет как минимум две настройки, доступные оператору:
- Уровень запуска: задаёт напряжение исследуемого сигнала, при достижении которого запускается развёртка.
- Тип запуска: по фронту или по спаду.

Правильная настройка этих органов управления обеспечивает запуск развёртки всегда в одном и том же месте сигнала, поэтому изображение сигнала на осциллограмме выглядит стабильным и неподвижным.
Во многих моделях осциллографов имеется ещё один орган управления схемой синхронизации — ручка плавной регулировки «СТАБИЛЬНОСТЬ», изменением её положения изменяют время нечувствительности генератора развёртки к запускающему событию («мертвое время» генератора развёртки). В одном крайнем положении генератор развёртки переводится в автоколебательный режим, в другом крайнем положении — в ждущий режим, в промежуточных положениях изменяет частоту запуска развёртки. Обычно в осциллографах, снабжённых этой регулировкой, отсутствует переключатель режима развёртки «ЖДУЩИЙ/АВТОМАТИЧЕСКИЙ».
Как было сказано, почти всегда предусмотрен дополнительный вход синхронизации развёртки, при этом имеется переключатель запуска развёртки «ВНЕШНИЙ/ВНУТРЕННИЙ», при положении «ВНЕШНИЙ» на вход схемы синхронизации развёртки подаётся не сам исследуемый сигнал, а напряжение со входа синхронизации.
Часто имеется переключатель на синхронизацию от питающей сети (в европейских странах и России — 50 Гц, в некоторых других странах — 60 Гц), при синхронизации от сети на вход схемы синхронизации подаётся напряжение с частотой сети. Такая синхронизация удобна для наблюдения сигналов с частотой сети или сигналов, кратных этой частоте, например, сетевых помех при измерении параметров сетевых фильтров, выпрямителей и др.
В специализированных осциллографах имеются и особые режимы синхронизации, например, режим запуска развёртки в момент начала заданной оператором номером строки в кадре телевизионного сигнала, что удобно при измерении параметров телевизионного тракта и отдельных его каскадов в системах телевидения.
В других специализированных осциллографах, применяемых при исследовании цифровых (например, микропроцессорных) устройств, схема синхронизации дополняется компаратором кодов и запуск развёртки производится при совпадении заданного оператором двоичного кода (слова) с кодом на шине, например, на шине адреса. Это удобно для поиска причины сбоев при записи/чтении некоторой ячейки памяти и других диагностик.

## Классификация
По логике работы и назначению осциллографы можно разделить на три группы:
- реального времени (аналоговый)
- запоминающий осциллограф (storage oscilloscope)
  - аналоговый (например, с запоминающим устройством на ЭЛТ)
  - цифровой (DSO — digital storage oscilloscope)
- стробирующий осциллограф (sampling oscilloscope)

Осциллографы с непрерывной развёрткой для регистрации кривой на фотоленте (шлейфовый осциллограф).
По количеству лучей: однолучевые, двухлучевые и т. д. Количество лучей может достигать 16 и более (n-лучевой осциллограф имеет n сигнальных входов и может одновременно отображать на экране n графиков входных сигналов).
Осциллографы с периодической развёрткой делятся на: универсальные (обычные), скоростные, стробоскопические, запоминающие и специальные; цифровые осциллографы могут сочетать возможность использования разных функций.
Имеются осциллографы (в основном, портативные), совмещенные с другими измерительными приборами (напр. мультиметром). Такие приборы называются скопметрами. Во второй половине 2010-х годов на рынке появились планшетные осциллографы, то есть приборы с полностью сенсорным управлением на цветном дисплее.
Осциллограф также может существовать не только в качестве отдельного прибора, но и в качестве приставки к компьютеру — в виде карты расширения или подключаемой через какой-либо внешний компьютерный порт; чаще всего используется USB, ранее применялся также LPT. 

## Настройка
В большинство осциллографов встроен прибор калибровки (калибратор), назначение которого — формировать контрольный сигнал с заведомо известными и стабильными параметрами. Обычно такой сигнал имеет форму прямоугольной волны с амплитудой 1 В с частотой 1 кГц и скважностью 2 (коэффициент заполнения 50 %), параметры сигнала калибратора обычно подписаны рядом с выходом сигнала калибратора. При необходимости пользователь может подключить измерительный щуп канала вертикального или горизонтального отклонений прибора к выходу калибратора и увидеть на экране осциллографа сигнал калибратора. В случае, если наблюдаемый сигнал отличается от указанного на калибраторе, что характерно для аналоговых осциллографов, то с помощью подстройки чувствительности каналов пользователь может скорректировать входные характеристики щупа и/или усилители осциллографа таким образом, чтобы сигнал соответствовал данным калибратора.
Цифровые осциллографы обычно не имеют подстроечных органов так как обработка сигнала ведётся в цифровом виде, но обычно имеют автоматическую настройку каналов по калибратору, при этом  через меню осциллографа вызывается специальная утилита, запуск которой автоматически калибрует осциллограф по чувствительности каналов.

## Сравнение аналоговых и цифровых осциллографов
Как цифровые, так и аналоговые осциллографы имеют свои достоинства и недостатки:

### Достоинства аналоговых осциллографов
- возможность непрерывного наблюдения аналогового сигнала в реальном масштабе времени;
- привычные и понятные органы управления для часто используемых настроек (чувствительность, скорость развертки, смещение сигнала, уровень запуска и т. д.);
- невысокая стоимость.

### Недостатки аналоговых осциллографов
- низкая точность;
- мерцание и/или малая яркость экрана в зависимости от частоты сигнала и скорости развертки;
- невозможность отображения и изучения сигнала до момента запуска (это не позволяет, например, анализировать процессы, предшествовавшие выходу оборудования из строя);
- полоса пропускания ограничена полосой аналогового тракта;
- ограниченные средства измерения параметров сигналов.

### Достоинства цифровых осциллографов
- высокая точность измерений;
- яркий, хорошо сфокусированный экран на любой скорости развертки;
- возможность отображения сигнала до момента запуска (в «отрицательном» времени);
- возможность детектирования импульсных помех между выборками сигнала;
- автоматические средства измерения параметров сигналов (что, в частности, позволяет автоматизировать настройку прибора в условиях неизвестного сигнала);
- возможность подключения к внешним регистрирующим устройствам (например, к компьютеру или принтеру);
- широкие возможности математической и статистической обработки сигнала;
- средства автодиагностики и автокалибровки.

### Недостатки цифровых осциллографов
- более высокая стоимость;

## Применение
Один из важнейших приборов в радиоэлектронике. Используются в прикладных, лабораторных, медицинских (измерение ритма сердца при инфаркте миокарда) и научно-исследовательских целях, для контроля/изучения и измерения параметров электрических сигналов — как непосредственно, так и получаемых при воздействии различных устройств/сред на датчики, преобразующие эти воздействия в электрический сигнал или радиоволны.

### Наблюдение фигур Лиссажу

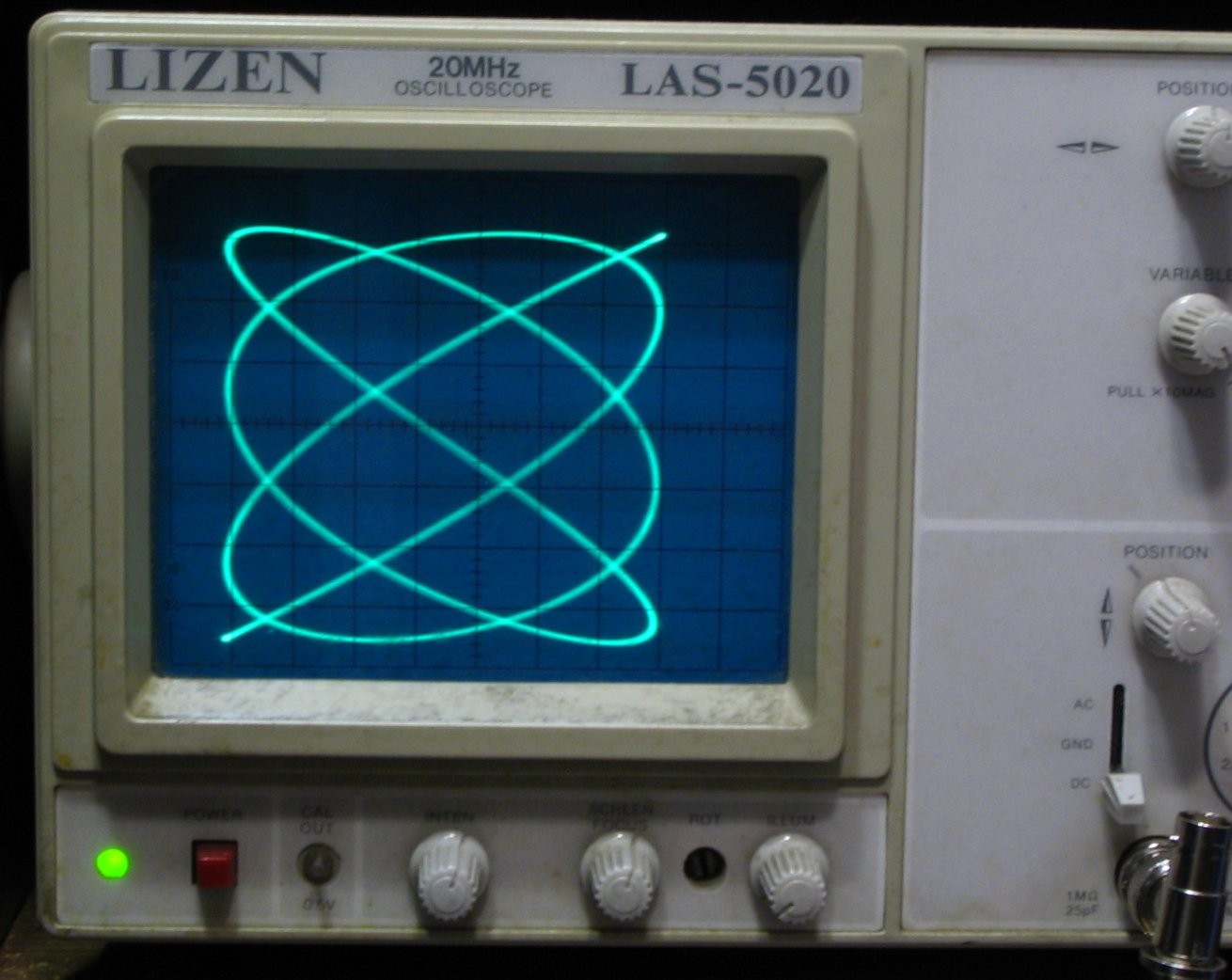
Фигура Лиссажу на экране двухканального осциллографа

В осциллографах есть режим, при котором на пластины горизонтального отклонения подаётся не пилообразное напряжение развёртки, а произвольный сигнал, подаваемый на специальный вход (вход «Х»).
Если подать на входы «X» и «Y» осциллографа сигналы близких частот, то на экране можно увидеть фигуры Лиссажу. Этот метод широко используется для сравнения частот двух источников сигналов и для подстройки одного источника под частоту другого.

### Курсорные измерения

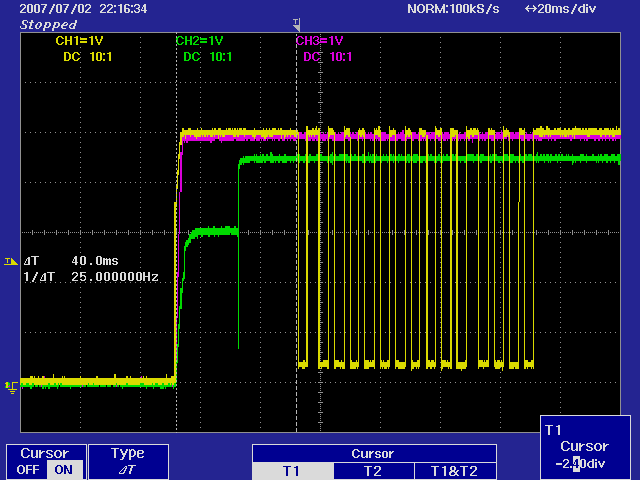
Пример вывода на экран современного осциллографа трёх исследуемых процессов с двумя курсорными засечками. Временны́е засечки отображаются вертикальными пунктирными линиями, на экран белыми символами слева выведено время между засечками — 40 мс и частота, отвечающая этому временному интервалу, — 25 Гц.

В современных аналоговых и цифровых осциллографах часто имеется вспомогательная сервисная система, позволяющая удобно измерить некоторые параметры исследуемого осциллографом сигнала. В таких осциллографах на экран наблюдения исследуемого сигнала дополнительно выводятся изображения курсоров в виде горизонтальных или вертикальных прямых, либо в виде взаимоперпендикулярных прямых линий.
Координаты курсорных линий по амплитуде и времени отображаются в десятичном цифровом виде, обычно на экране осциллографа, либо на дополнительных цифровых индикаторах.
Оператор с помощью органов управления положением курсоров имеет возможность навести курсор на интересующую его точку изображения сигнала, при этом курсорная система непрерывно показывает в цифровом виде координаты этой точки, — уровня напряжения или момента времени по оси времени и оси амплитуды.
Во многих осциллографах имеется несколько видов курсоров, при этом на цифровые индикаторы можно выводить разность значений курсорных засечек между парой засечек по вертикали и промежутка времени между парой курсорных засечек по горизонтали. Практически во всех типах таких осциллографах автоматически в цифровом виде на индикаторы выводится величина, обратная промежутку времени между курсорными засечками, что сразу даёт частоту исследуемого периодического сигнала при наведении курсоров по оси времени на соседние фронты сигнала.
В некоторых осциллографах предусмотрен режим автоматического позиционирования курсоров на пики сигнала, что в большинстве случаев и является целью амплитудных измерений. Таким образом, курсорные измерения позволяют упростить измерения параметров сигналов человеком, избавляя его от необходимости зрительно считывать число клеток разметки шкалы осциллографического экрана и производить умножение полученных таким образом данных на значения цены деления по вертикали и горизонтали.

### Математические функции
В некоторых многоканальных осциллографах присутствует возможность производить математические функции над измеряемыми разными каналами сигналами и выводить результирующий сигнал вместо или в дополнении к измеряемым исходным сигналам. Наиболее часто присутствуют функции сложения, вычитания, умножения, деления. Это позволяет, например, вычесть из исследуемого сигнала канала № 1 сигнал синхронизации, поступающий на канал № 2, освобождая, таким образом, исследуемый сигнал от сигналов синхронизации. Или, например, возможно проверить добротность блока аналогового усиления сигнала, вычитая из выходного сигнала входной сигнал.

### Захват строки телевизионного сигнала
В современных цифровых осциллографах, а также в некоторых специализированных осциллографах на основе электронно-лучевой трубки, присутствует особый режим синхронизации — телевизионный. Этот режим позволяет отобразить одну или несколько заданных телевизионных строк из комплексного видеосигнала. В отличие от обычного осциллографа, блок синхронизации которого может стабильно показать только первую за синхроимпульсом строку, на специализированных осциллографах возможно наблюдать любую часть телевизионной картинки. Такие осциллографы обычно применяются на телевизионных и кабельных студиях и позволяют контролировать технические параметры передающей и записывающей аппаратуры.

### Видеоигры
Экран осциллографа использовался как дисплей для одной из первых видеоигр Tennis For Two, представляющей собой виртуальный вариант тенниса. Игра работала на аналоговой вычислительной машине и управлялась специальным игровым контроллером paddle.